# Nationaal Militair Museum
Das Nationaal Militair Museum (NMM) in Soesterberg ist ein Militärmuseum, das im Dezember 2014 eröffnet wurde. Der Schwerpunkt liegt bei den niederländischen Landstreitkräften und Luftstreitkräften. Zwei Sammlungen, die des Armeemuseums in Delft und die des Militaire Luchtvaart Museum in Soesterberg, wurden im NMM vereinigt. Das Museumsgelände ist 45 Hektar groß.
Dachorganisation der vier Militärmuseen in den Niederlanden ist die Stichting Koninklijke Defensiemusea.

## Galerie

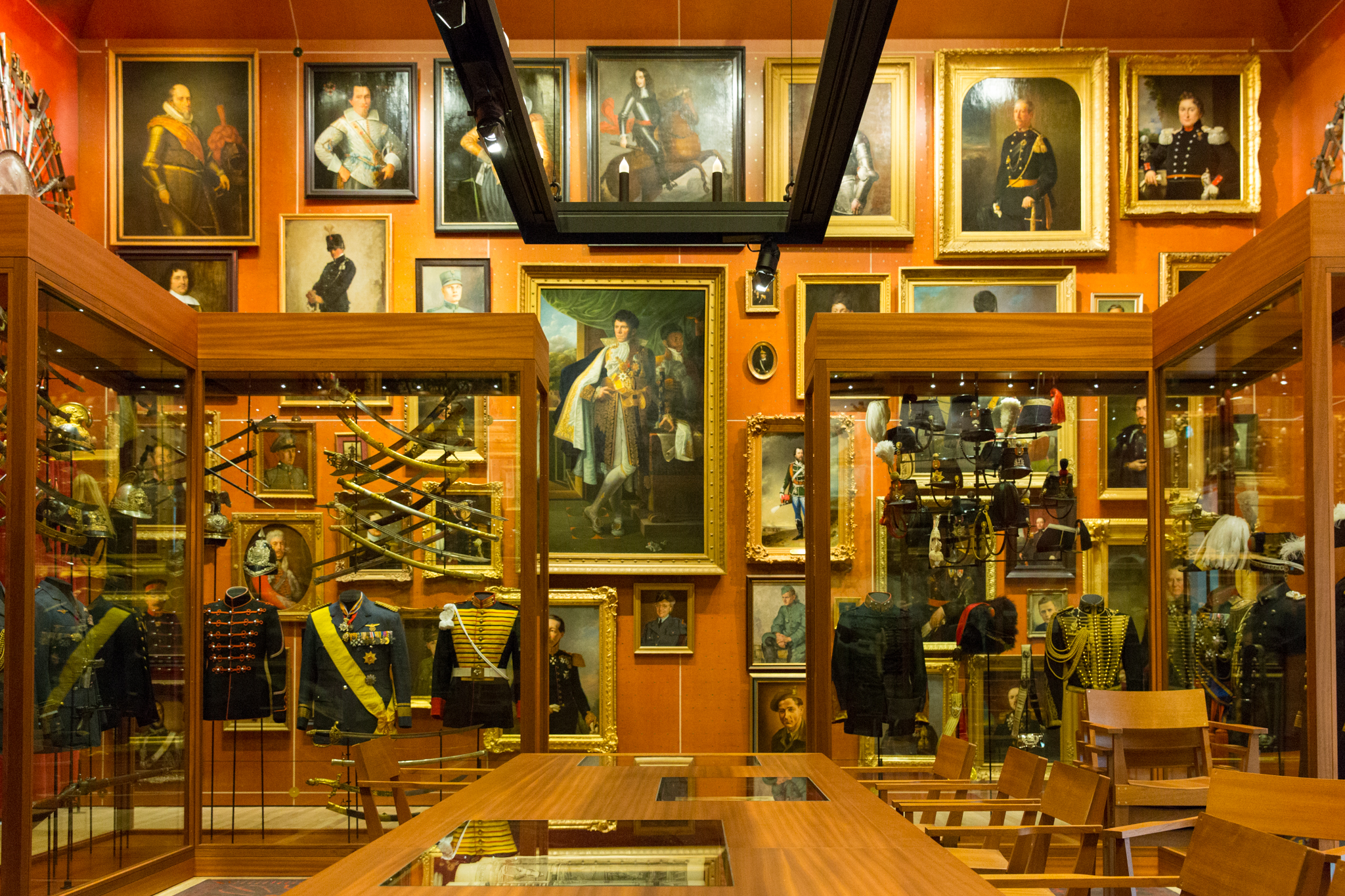
Gemäldewand in der Schatzkammer
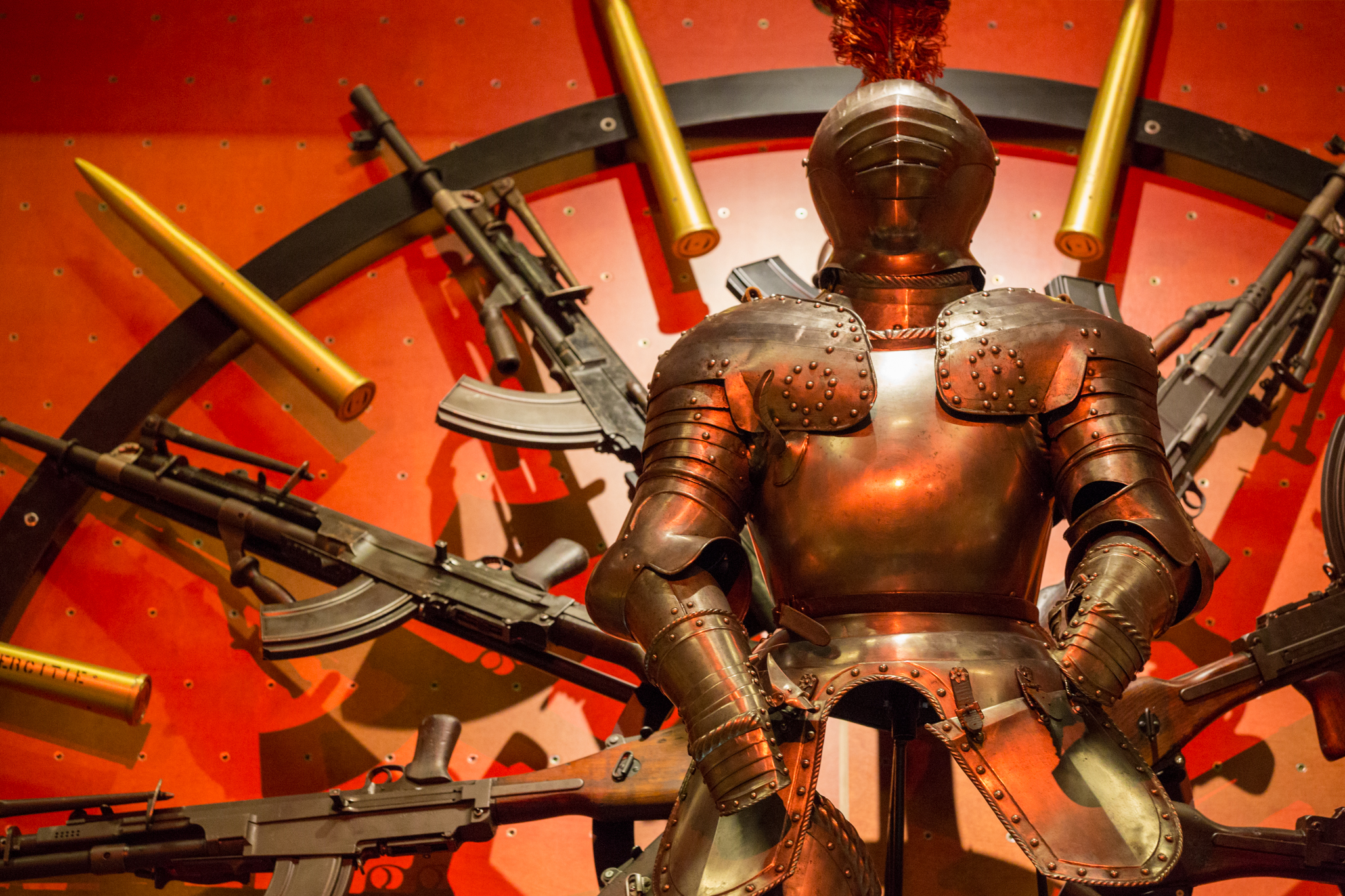
Rüstung in der Schatzkammer
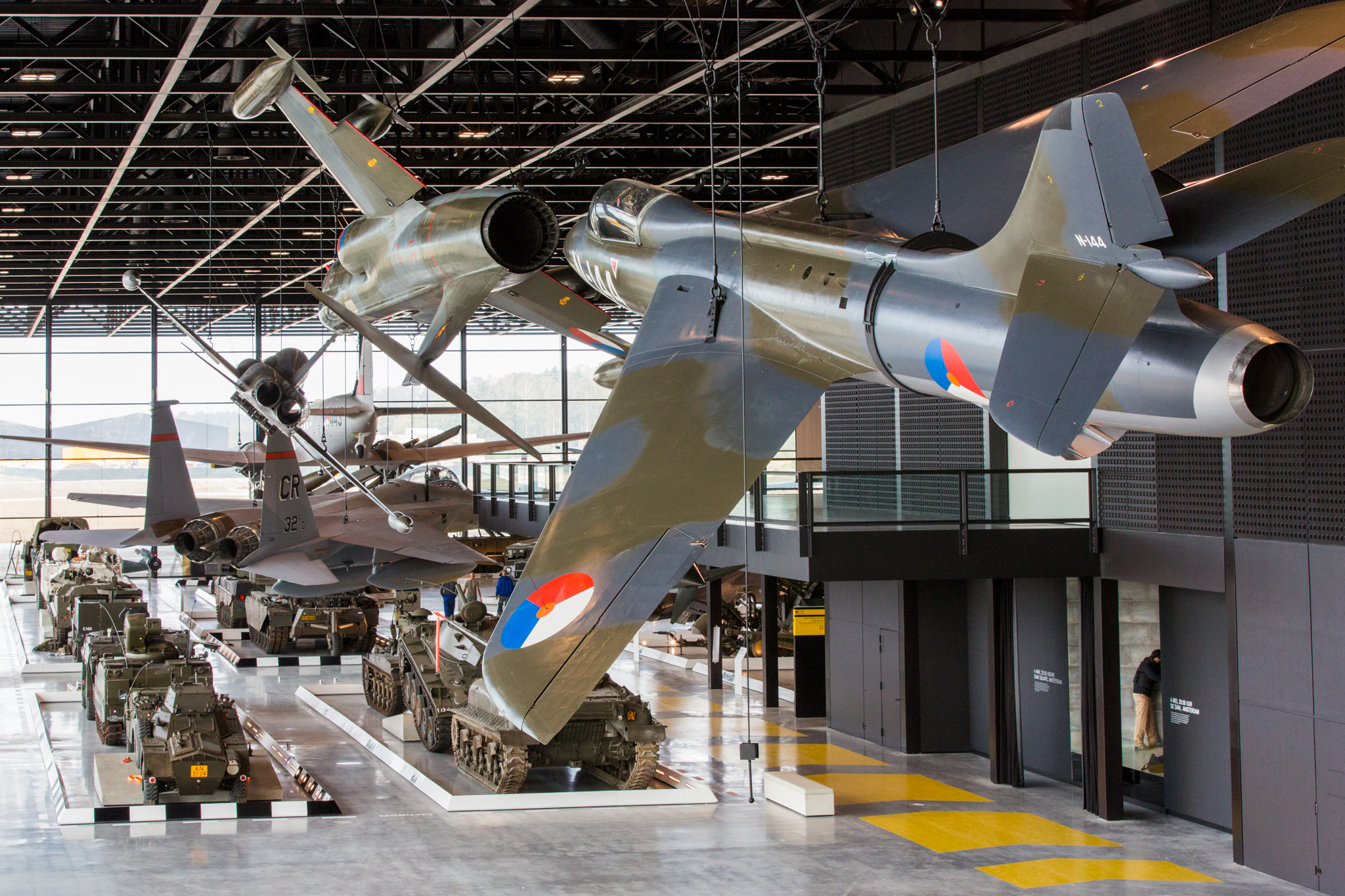
Luftkampf im Arsenal
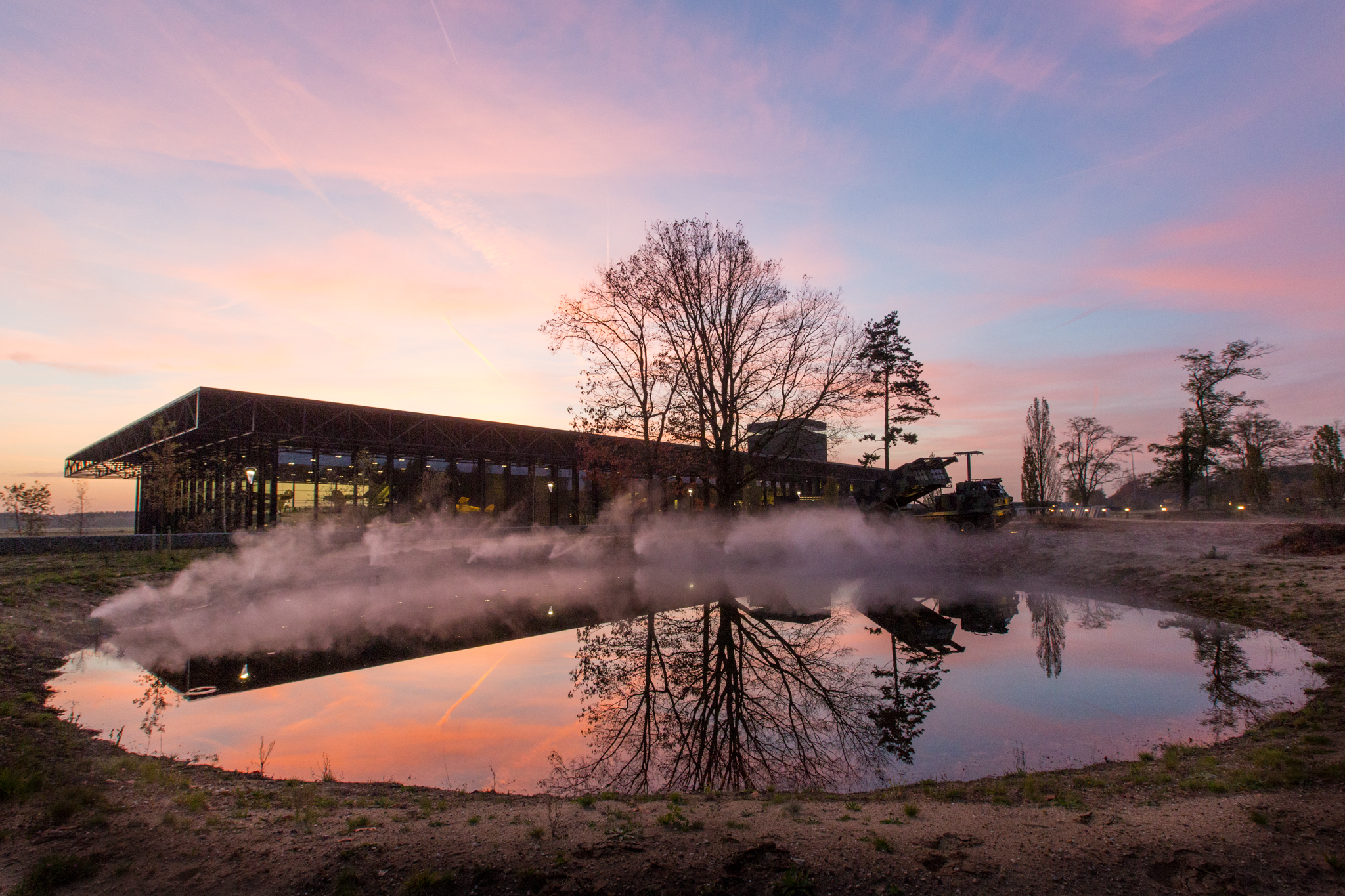
NMM in Nebel gehüllt
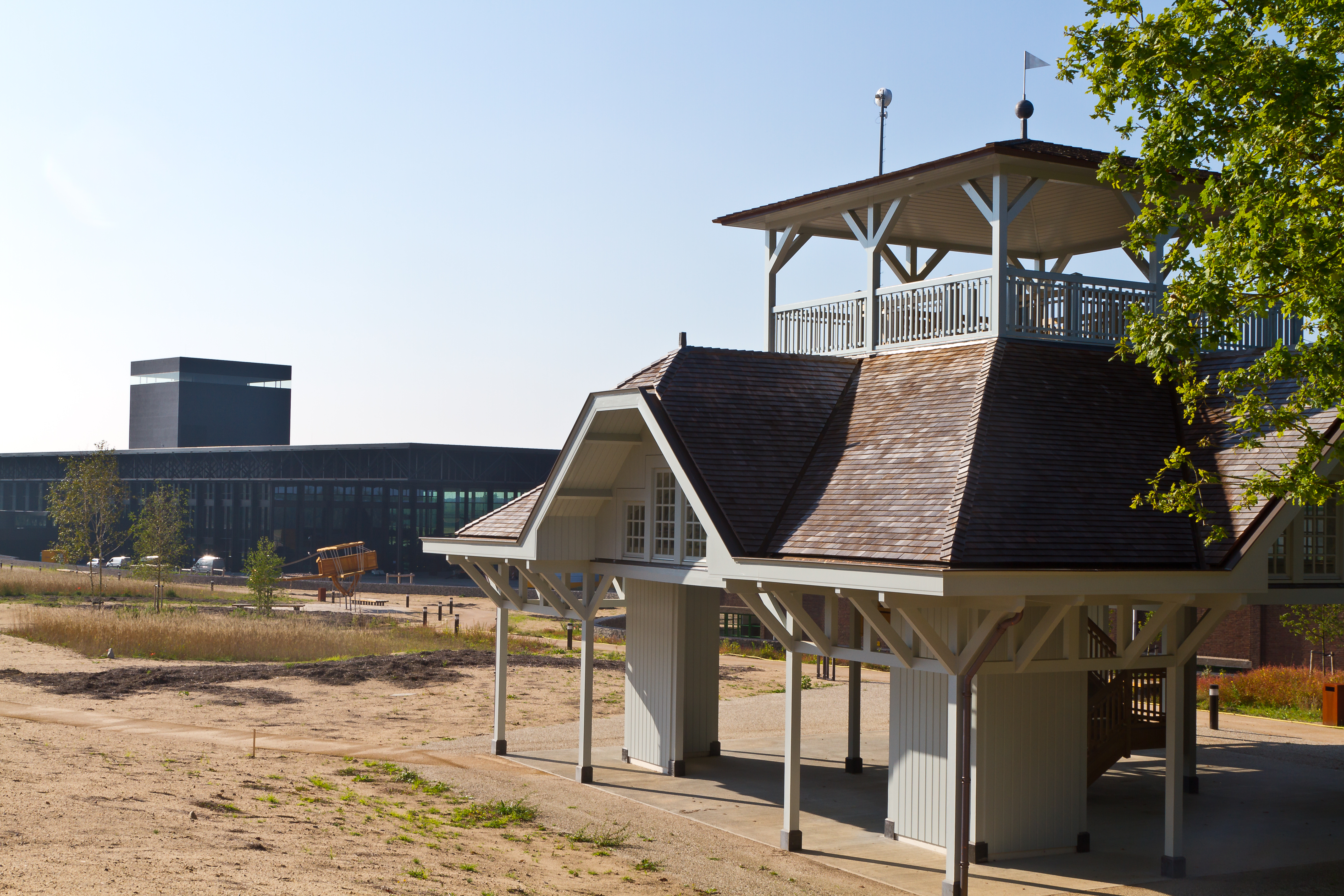
Gebäude 45 ist das älteste Luftfahrtgebäude der Niederlande